# USS Pope (DD-225)
USS Pope (DD-225) là một tàu khu trục lớp Clemson được Hải quân Hoa Kỳ chế tạo vào cuối Chiến tranh Thế giới thứ nhất, và đã tiếp tục phục vụ trong Chiến tranh Thế giới thứ Hai cho đến khi bị đánh chìm trong trận chiến biển Java thứ hai vào ngày 1 tháng 3 1942. Nó là chiếc tàu chiến đầu tiên của Hải quân Hoa Kỳ được đặt tên theo Thiếu tướng Hải quân John Pope (1798-1876).

## Thiết kế và chế tạo
Pope được đặt lườn vào ngày 9 tháng 9 năm 1919 tại xưởng tàu của hãng William Cramp and Sons ở Philadelphia. Nó được hạ thủy vào ngày 23 tháng 3 năm 1920, được đỡ đầu bởi bà William S. Benson; và được đưa ra hoạt động vào ngày 27 tháng 10 năm 1920 dưới quyền chỉ huy của Hạm trưởng, Trung tá Hải quân Richard S. Galloway.

## Lịch sử hoạt động

### Giữa hai cuộc thế chiến
Pope thoạt tiên được đặt trong biên chế giảm thiểu tại Philadelphia, và được phân về Đội khu trục 39 thuộc Hải đội 3, Hạm đội Dự bị Đại Tây Dương. Trong năm 1921, nó luân phiên hoạt động giữa căn cứ mùa Đông tại Charleston, South Carolina và căn cứ mùa Hè tại Newport, Rhode Island, từng hộ tống cho Tổng thống Warren G. Harding đi Plymouth, Massachusetts từ ngày 30 tháng 7 đến ngày 1 tháng 8. Nó tham gia cuộc cơ động tập trận cùng các đội thiết giáp hạm ngoài khơi vịnh Guatánamo, Cuba từ ngày 12 tháng 1 năm 1922 cho đến khi quay trở về Philadelphia vào ngày 27 tháng 4.
Sau một đợt tái trang bị, Pope lên đường vào ngày 12 tháng 5 để nhận nhiệm vụ tại khu vực Thái Bình Dương. Nó đi qua eo biển Gibraltar ngày 3 tháng 7; băng qua kênh đào Suez từ ngày 15 đến ngày 25 tháng 7; và gia nhập Đội khu trục 43, Hải đội Khu trục 15 trực thuộc Hạm đội Á Châu tại Yên Đài, Trung Quốc vào ngày 26 tháng 8. Nó tham gia các cuộc tập trận hạm đội ngoài khơi Yên Đài cho đến khi khởi hành vào ngày 28 tháng 10 để quay về căn cứ mùa Đông của nó ở Cavite, Philippines. Tại Viễn Đông, nó tham gia bảo vệ tính mạng và quyền lợi của công dân Hoa Kỳ trong khi diễn ra cuộc nội chiến tại Trung Quốc; thoạt tiên phục vụ cùng Tuần tra sông Dương Tử từ ngày 9 tháng 9 đến ngày 9 tháng 10 năm 1923, và tiếp tục chứng tỏ sự hiện diện qua các cuộc tuần tra lặp lại cho đến năm 1931.
Các hoạt động đáng kể khác bao gồm nhiệm vụ cột mốc dẫn đường hỗ trợ cho chuyến bay tiên phong vòng quanh thế giới từ ngày 9 tháng 4 đến ngày 28 tháng 9 năm 1924 do Quân đoàn Không quân Hoa Kỳ (tiền thân của Không quân Hoa Kỳ ngày nay) thực hiện. Nó còn thực hiện một chuyến viếng thăm Đông Dương thuộc Pháp vào năm 1926 và một chuyến viếng thăm Nhật Bản vào năm 1929. Từ năm 1931 đến năm 1937, nó tiếp tục "biểu dương lực lượng" ngoài khơi bờ biển Trung Quốc trong mùa Hè, và trải qua mùa Đông tại Philippines tham gia các cuộc cơ động hải đội. Nó được điều sang Đội 15 trực thuộc Hải đội Khu trục 5 vào ngày 3 tháng 2 năm 1933, viếng thăm Đông Dương thuộc Pháp vào năm 1935 và 1938, hai lần viếng thăm Nhật Bản vào các năm 1934 và 1935 cùng một lần viếng thăm Đông Ấn thuộc Hà Lan vào năm 1936.
Sự căng thẳng gia tăng tại vùng biên giới phía Bắc Trung Quốc do việc Nhật Bản chiếm đóng Mãn Châu, khiến Pope phải tham gia vào việc triệt thoái công dân Hoa Kỳ khỏi các cảng phía Bắc Trung Quốc như Thanh Đảo đến Thượng Hải, bắt đầu từ ngày 19 tháng 9 năm 1937. Từ ngày 15 tháng 7 đến ngày 20 tháng 9 năm 1938, nó tuần tra tại vùng biển Trung Quốc ngoài khơi Tần Hoàng Đảo, và quay trở lại cùng lực lượng Tuần tra Nam Trung Quốc vào ngày 5 tháng 6 năm 1939 để di tản lãnh sự và công dân Hoa Kỳ. Chiếc tàu khu trục đã đặt căn cứ ngoài khơi Sán Đầu từ ngày 14 tháng 6 đến ngày 19 tháng 8, quan sát cuộc tiến quân của Lục quân Nhật Bản đến Sán Đầu cũng như cuộc ném bom và chiếm đóng thành phố diễn ra sau đó. Nó ở lại khu vực này cho đến khi quay về Manila vào ngày 12 tháng 10 để Tuần tra Trung lập ngoài khơi Philippines. Nó được chuyển sang Đội khu trục 59 thuộc Hạm đội Á Châu vào ngày 6 tháng 5 năm 1940, và tiếp nối hoạt động tuần tra dọc bờ biển Trung Quốc từ ngày 11 tháng 5 đến ngày 24 tháng 6. Nó quay trở về Manila vào cuối tháng 6, và hoạt động Tuần tra Trung lập tại đây cho đến ngày 11 tháng 12 năm 1941, khi nó lên đường đi Balikpapan tại Đông Ấn thuộc Hà Lan.

### Thế Chiến II
Pope đã tham gia các cuộc chiến ác liệt tại Đông Ấn thuộc Hà Lan vào những ngày đầu của Chiến tranh Thế giới thứ hai. Vào ngày 9 tháng 1 năm 1942, nó cùng các tàu khu trục Barker, Parrot, Bulmer và Stewart, cùng các tàu tuần dương Boise và Marblehead, khởi hành từ Darwin đi Surabaya hộ tống cho chiếc tàu vận tải Bloemfontein. Đây là một phần của Đoàn tàu vận tải Pensacola rời Brisbane ngày 30 tháng 12 năm 1941 cùng lực lượng Lục quân tăng cường, bao gồm Lữ đoàn Pháo dã chiến 26 và Tiểu đoàn 1 Lữ đoàn Pháo dã chiến 131, cùng hàng tiếp liệu cho chúng, để hướng đến Java.
Trong trận Balikpapan, Pope đã tiến hành tấn công tầm gần bằng ngư lôi và hải pháo, giúp trì hoãn việc đổ bộ lực lượng Nhật Bản tại Balikpapan; và sau đó trong trận chiến eo biển Badung nó đã ngăn trở việc đối phương xâm chiếm đảo Bali. Trong Trận chiến biển Java thứ hai, nó cùng tàu khu trục Anh HMS Encounter được phái đến giúp đỡ cho chiếc tàu tuần dương Anh HMS Exeter bị hư hại nặng rút lui khỏi trận chiến. Lúc chiều tối ngày 28 tháng 2 năm 1942, Exeter và hai chiếc tàu khu trục rời Soerabaja tiến lên phía Bắc. Lực lượng mặt biển và không lực Nhật Bản tung ra cuộc tấn công sáng hôm sau ở vị trí khoảng giữa Java và Borneo. Khi tìm cách thoát đi, ba chiếc tàu Đồng Minh đã đụng độ với một lực lượng bốn tàu tuần dương hạng nặng và bốn tàu khu trục đối phương trong một trận chiến ác liệt éo dài ba giờ rưỡi, gây hư hại cho một số tàu đối phương. Pope đã bắn hết toàn bộ số ngư lôi nó mang theo cùng 140 loạt hải pháo.

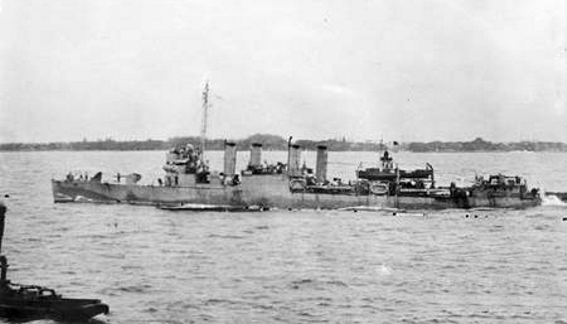
USS Pope vào tháng 2 năm 1942.

Ngay trước giữa trưa ngày 1 tháng 3 năm 1942, hai chiếc tàu chiến Anh bị phá hủy bởi hỏa lực pháo đối phương, và một giờ sau đó Pope bị tấn công bởi 12 máy bay ném bom bổ nhào, và bị đắm sau khi trúng nhiều quả bom ở tọa độ 04°00′N 111°30′Đ / 4°N 111,5°Đ. Ngày hôm sau, tàu khu trục Nhật Ikazuchi đã cứu vớt 442 người từ Pope và Encounter. Những người sống sót đã trôi dạt trong hơn 20 giờ trên bè cứu sinh hay áo phao hoặc bám vào bất kỳ vật nào nổi được, nhiều người bị phủ đầy dầu nhớt. Quyết định đầy nhân đạo của Thiếu tá Hải quân Shunsaku Kudō đã đặt chiếc Ikazuchi trong nguy cơ bị tấn công, cũng như ảnh hưởng nghiêm trọng đến khả năng tác chiến của nó, thuần túy là do số người được cứu vớt quá lớn. Hành động này sau đó là đề tài của một quyển sách và một chương trình truyền hình vào năm 2007.
Pope được rút khỏi danh sách Đăng bạ Hải quân vào ngày 8 tháng 5 năm 1942.

## Tái khám phá
Xác tàu đắm của Pope được chiếc tàu lặn MV Empress phát hiện và xác định vào tháng 12 năm 2008, ở cách xác tàu đắm của HMS Exeter vốn cũng do Empress khám phá vào năm 2007, khoảng 60 hải lý (110 km). Không may là các tay săn cổ vật đã khám phá Pope trước đó, nên không còn gì đáng kể tại nơi con tàu đắm. Cùng với việc tìm thấy và xác định nó, mọi con tàu bị mất trong trận chiến biển Java và các hoạt động tiếp theo đã được tìm thấy và xác định.

## Phần thưởng
Pope được tặng thưởng chín Ngôi sao Chiến trận và danh hiệu Đơn vị Tuyên dương Tổng thống do thành tích phục vụ trong Chiến tranh Thế giới thứ hai.